# دانیل ژوزف بردلی
 دانیل ژوزف بردلی (انگلیسی: Daniel Joseph Bradley؛ زاده ۱۸ ژانویه ۱۹۲۸ درگذشته ۷ فوریه ۲۰۱۰) یک فیزیک‌دان اهل بریتانیا بود.